# Experiencia Generativa de Búsqueda
Experiencia Generativa de Búsqueda o Google Search Labs (SGE, por sus siglas en inglés) es un programa experimental creado para el motor de búsqueda de Google que permite a los usuarios obtener respuestas o resúmenes basado en la búsqueda, potenciado por la inteligencia artificial generativa.
SGE proporciona resúmenes generados por IA en la parte superior de los resultados de búsqueda, permitiendo ver rápidamente la información relevante. Si bien no es exactamente un chatbot, es una forma de mejorar la búsqueda web con IA generativa. Este programa experimental ofrece una alternativa a los resultados de búsqueda tradicionales, que consisten en una lista de enlaces azules. En su lugar, genera párrafos de información personalizados a las consultas de los usuarios.

## Antecedentes
SGE se anunció por primera vez el 10 de mayo de 2023 en el evento Google I/O 2023, como respuesta al auge de ChatGPT y Microsoft Copilot. En este evento, Google presentó algunas de sus características, como la síntesis de información, el modo conversacional y la generación de imágenes, que buscan ofrecer una ventaja competitiva frente a los otros buscadores.
Sin embargo, se lanzó oficialmente en octubre de 2023 como una opción disponible en algunos países, solamente en inglés y en la última versión de la aplicación de Google o en Google Chrome.
El 28 de septiembre de 2023, Google anunció el acceso a adolescentes, específicamente de 13 a 17 años, a la búsqueda con inteligencia artificial generativa.
El 8 de noviembre de 2023, Google amplió el acceso a gran parte de países de América Latina.

## Funcionamiento
SGE utiliza modelos de lenguaje avanzados como PaLM 2 y MUM para procesar y entender las consultas de los usuarios, y generar respuestas más precisas que con la búsqueda convencional.
Tiene dos modos principales de uso:
- Snapshot: En la búsqueda, suele ser el primer texto generado por IA Generativa.
- Modo conversacional: Cuando se quieres profundizar o conversar sobre el tema en cuestión.

### Snapshot
Con este primer modo, los usuarios pueden obtener una síntesis generada por IA de la información relevante cuando realizan una búsqueda adecuada. Además de las respuestas directas, el programa también puede mostrar imágenes, videos y enlaces a fuentes para profundizar en el tema.

### Modo Conversacional
En este segundo modo, facilita una interacción más dinámica con preguntas sobre un tema específico o preguntas sugeridas. Además, el programa mantiene el contexto de las búsqueda anteriores para asistir a los usuarios en la precisión o reformulación de sus consultas.

## Disponibilidad
SGE y Google Labs están disponibles en 7 idiomas y en más de 120 países y territorios.
SGE está disponible en los siguientes idiomas:
- Inglés
- Hindi
- Indonesio
- Japonés
- Coreano
- Portugués (Brasil)
- Español (Latinoamérica)